# 윌리엄 이스털리

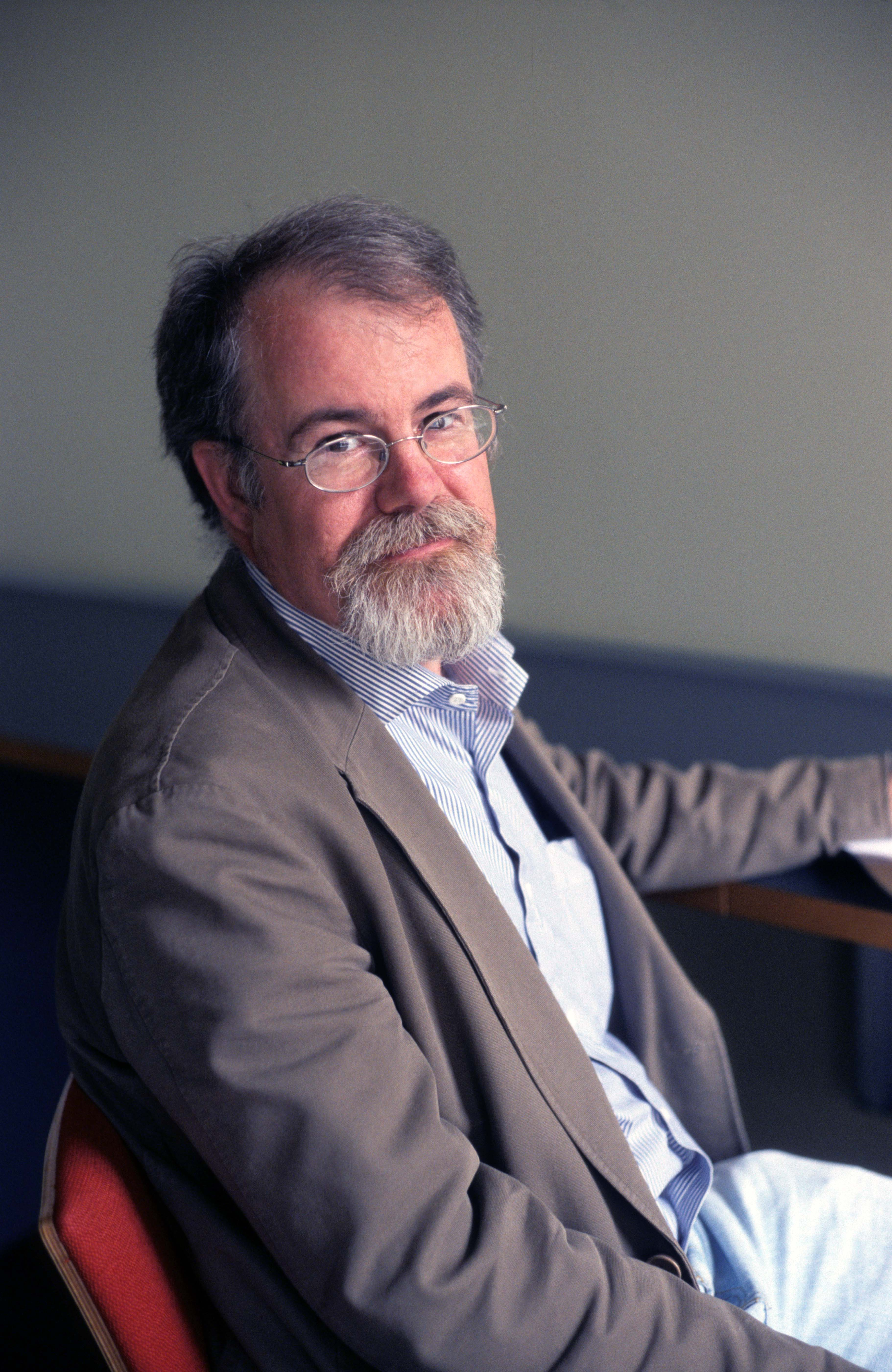

윌리엄 러셀 이스털리(William Russell Easterly, 1957년 9월 7일 ~ )는 미국의 경제학자이다. 뉴욕 대학교 경제학 교수이자 NYU 개발 연구소의 공동 소장이다.
웨스트버지니아에서 태어나 오하이오주 볼링그린에서 성장한 이스털리는 1979년 볼링 그린 주립대학에서 학사 학위를, 1985년 MIT에서 경제학 박사 학위를 받았다. 1985년부터 2001년까지 그는 세계은행에서 경제학자이자 거시 경제 및 성장 부서의 선임 고문으로 일했다.
이스털리는 아프리카, 라틴 아메리카 등의 개발 도상국 및 일부 전환 경제의 많은 영역에서 일했다.
이스털리는 해외 원조 분야에서 흔히 볼 수 있는 많은 경향에 회의적이다. 그는 제2차 세계 대전 이후 시도되었지만 그 노력에 대해 거의 보여줄 수 없었던 많은 " 만병통치약"을 검토했다. 그 중 최근 유행으로 돌아온 것이 부채 탕감이다. 그 구제책은 이전에 여러 번 시도되었으며 긍정적인 결과보다 부정적인 결과가 더 자주 나타났으며 보다 면밀한 과정이 필요하다고 그는 주장한다.

## 같이 보기
- 환경 결정론

1. ↑  NYU Development Research Institute
2. ↑  “Think Again: Debt Relief, Foreign Policy”. 2006년 6월 18일에 원본 문서에서 보존된 문서. 2021년 8월 8일에 확인함.